# Nagroda imienia Władimira Jurzinowa
Nagroda imienia Władimira Jurzinowa (ros. Приз имени Владимира Юрзинова; wzgl. Приз «Лучшему тренеру чемпионата МХЛ» – Nagroda „Najlepszemu Trenerowi Mistrzostw MHL”) – nagroda przyznawana corocznie najlepszemu trenerowi w rosyjskich rozgrywkach hokeja na lodzie MHL.
Wyróżnienie nazwano imieniem i nazwiskiem hokeisty oraz trenera Władimira Jurzinowa.

## Nagrodzeni
| Sezon     | Trener                               | Klub                                 |
| --------- | ------------------------------------ | ------------------------------------ |
| 2009/2010 | Jewgienij Korieszkow                 | Stalnyje Lisy Magnitogorsk           |
| 2010/2011 | Wiaczesław Bucajew                   | Krasnaja Armija Moskwa               |
| 2011/2012 | Jewgienij Kornouchow                 | Omskie Jastrieby                     |
| 2012/2013 | Jewgienij Kornouchow                 | Omskie Jastrieby                     |
| 2013/2014 | Oleg Bratasz                         | MHK Spartak Moskwa                   |
| 2014/2015 | Wiaczesław Rjanow                    | Czajka Niżny Nowogród                |
| 2015/2016 | Dmitrij Krasotkin                    | Łoko Jarosław                        |
| 2016/2017 | brak informacji o przyznaniu nagrody | brak informacji o przyznaniu nagrody |
| 2017/2018 | Dmitrij Krasotkin                    | Łoko Jarosław                        |
| 2018/2019 | Dmitrij Krasotkin                    | Łoko Jarosław                        |